# 刘焕岐
刘焕岐（1928年—2014年11月4日），河北清苑人，中国人民解放军将领、中国人民解放军空军中将。
早年参加石家庄、清风店、元氏、张北、张家口、太原等战役。曾经参与朝鲜战争。1988年，授予中国人民解放军空军中将，曾任济南军区空军副司令员。2014年11月，去世。